# European Star
L'European Star è un traghetto appartenente alla compagnia di navigazione Star Lines.

## Servizio
Varato il 20 marzo 1980 nel cantiere navale Harland & Wolff Ltd di Belfast con il nome di St Christopher e consegnato il 14 marzo 1981 alla Sealink British Rail, giunge per la prima volta ad Holyhead il giorno seguente. Il 17 marzo prende servizio nei collegamenti tra Holyhead e Dun Laoghaire.
Dal 19 marzo al 12 aprile 1981 opera nei collegamenti tra Fishguard e Rosslare. Il giorno successivo salpa per Dover, da dove, due giorno dopo prende servizio nei collegamenti tra lo scalo britannico e Calais.
Nell'agosto del 1982 viene disarmato a Dover a causa dei continui problemi ai motori. Il 14 ottobre successivo riprende il regolare servizio.
Da aprile a giugno 1983 viene sottoposto a lavori di rifacimento della poppa nel cancantiere navale di costruzione a Belfast. Dal 9 giugno torna regolarmente in servizio.
Il 4 agosto 1987 entra in collisione con lo Spirit Of Free Enterprise a causa del forte vento.
Nel gennaio del 1990 viene venduto alla Stena Line, continuando tuttavia ad operare sulla stessa rotta.
Dal 20 giugno al 1º luglio 1990, a causa del blocco del porto di Calais per gli scioperi, il porto d'approdo viene momentaneamente spostato a Boulogne.
Nel gennaio del 1991 viene sottoposto a lavori di ristrutturazione nel cantiere navale A&P Appledore di North Shields, durante i quali viene ribattezzato Stena Antrim. Terminati i lavori, prende servizio nei collegamenti tra Fishguard e Rosslare.

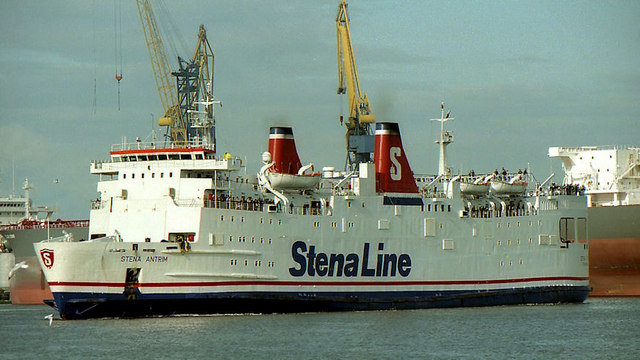
Lo Stena Antrim a Belfast.

L'8 febbraio 1991 torna in servizio sulla Dover-Calais.
Il 4 aprile 1991 termina il servizio nella Manica e dal 7 febbraio opera nei collegamenti tra Stranraer e Larne.
Il 12 novembre 1995 viene trasferito nei collegamenti tra Stranraer e Belfast, fino al 21 luglio 1996, quando viene spostato sulla Newhaven-Dieppe.
Il 10 marzo 1998 viene trasferito sotto le insegne della P&O Stena Line.
Il 22 aprile 1998 viene disarmato a Zeebrugge e messo in vendita.
Nel giugno del 1998 viene venduto alla marocchina Limadet Ferry e, ribattezzato Ibn Batouta, il 13 giugno salpa da Zeebrugge per Malaga. A luglio prende servizio nei collegamenti tra Algeciras e Tangeri Med.
Nel gennaio 2008 viene acquisito dalla Comanav e disarmato a Marsiglia. Nel luglio successivo torna in servizio nello stretto di Gibilterra.
Nel gennaio del 2012, con il fallimento di Comanav, viene disarmato ad Algeciras insieme al resto della flotta.
Nel giugno del 2015 viene venduto all'asta dalle autorità spagnole alla società portoghese Northbay Transportes Maritimos, proprietaria della compagnia di navigazione italiana Star Lines. Dunque, l'11 agosto successivo salpa al traino da Algeciras a Durazzo, dove viene sottoposto a profondi lavori di ristrutturazione.
Il 15 febbraio 2018 viene trasferito al traino a Tuzla, dove viene sottoposto ad ulteriori lavori di ristrutturazione in vista del ritorno in servizio.
Ad agosto 2018 viene ancora trasferito al traino ad Ambelakia, dove nel gennaio del 2019 viene ribattezzato European Star. Il 15 aprile viene rimorchiato a Syros, dove giunge due giorni dopo, tornando in cantiere. Il 18 maggio 2018 salpa con la propria propulsione per Brindisi, dove giunge il 20 maggio.
Il 2 dicembre 2019 viene trasferito in cantiere a Drapetsona.
Il 20 maggio 2022 viene trasferito in bacino a Salamina, dove passa ufficialmente sotto le insegne della Star Lines. Il 6 giugno fa ritorno a Brindisi e viene disarmato.
Il 4 febbraio 2023, da poco passata la mezzanotte, scoppia un incendio nella sala macchine del traghetto, prontamente domato dall'equipaggio.
Il 14 luglio 2023 prende servizio nei collegamenti tra Brindisi e Valona, dove opera tutt'oggi, in coppia con il compagno di flotta Ionian Star.

## Navi gemelle
- Morocco Sun
- Bari (Demolito nel 2021)
- Port Link